# 隆の鶴伸一
隆の鶴 伸一（たかのつる しんいち、1976年6月18日 - ）は、鹿児島県出水市出身で鳴戸部屋に所属した元大相撲力士。本名は積山 伸一（せきやま しんいち）。身長188cm、体重175kg。長く伸びた揉み上げが特徴。最高位は西前頭8枚目（2003年3月場所）。得意技は左四つ、寄り。現在は年寄・田子ノ浦。血液型はB型。好物は牛すじ、寿司。趣味は食べ歩き。

## 人物
理髪店の長男として生まれる。1992年3月場所に初土俵を踏んだ。同じく関取まで昇進した同部屋の若の里と隆乃若（現・タレント）は同期入門である。三段目までは順調に番付を上げていったが、幕下を目前にして小さいころから悩まされていた足の病気が限界に達したため、1995年7月場所と続く9月場所を連続して休場し、最初となる足の手術を行った。そして休場明けで序二段へ陥落した同年11月場所では7戦全勝で序二段優勝を果たし、続く1996年1月場所と3月場所でも三段目で連続して勝ち越したものの、今度は両足に激痛が走る症状が出るようになり、再度手術を行わなければならなくなった。
2回目となる手術は両足親指を切断して痛みの原因となっている神経を除去した上で、再度両足の親指を縫い合わせるという大手術となった。そのため、11ヶ月にもわたる入院生活を余儀なくされ、1996年7月場所から5場所連続して休場し、三段目から番付外まで番付を落とした。両足親指を切断したため、両足の足袋は欠かすことができなかった。しかし、1997年5月場所に再度前相撲を取ると、翌7月場所から7場所連続して勝ち越しを決め、1998年7月場所に幕下へ昇進し、その後は幕下中位から下位に定着した。自己最高位となる西幕下4枚目の位置で迎えた2000年11月場所で4勝3敗と勝ち越し、続く2001年1月場所でも東幕下3枚目の位置で4勝3敗と勝ち越しを決め、入門から9年かかって2001年3月場所に新十両へと昇進した。そして新十両から1年10ヶ月後の2003年1月場所に新入幕を果たした。
腰高ではあったが、体格を生かして攻める取り口だった。2003年5月場所には初日から10連敗の上11日目から休場し、0勝11敗4休という惨敗を喫し、翌7月場所では十両へ陥落した。翌9月場所では幕下まで陥落するが、その場所は6勝1敗と大きく勝ち越して翌11月場所に1場所で十両へ復帰し、2004年9月場所で再入幕を果たした。翌11月場所で4勝11敗と大きく負け越し、翌2005年1月場所に十両へ陥落してからは十両で相撲を取り続けた。しかし、2006年3月場所に西十両10枚目の位置で初日に闘牙に勝った後から14連敗を喫して1勝14敗と大敗し、翌5月場所では幕下へと陥落した。その5月場所では本来の相撲が全く取れずに11日目までに6連敗を喫し、12日目に引退届を提出した。29歳での引退であった。引退後は準年寄・隆の鶴として鳴戸部屋の部屋付き親方となり、同年10月9日に東京都内のホテルで断髪式を行った。
2007年5月31日に準年寄の期限切れを前に同期生の若の里から名跡を借りて年寄・9代西岩を襲名した。両親が聴覚障害者であるため手話を使うことができ、聴覚障害者に相撲の魅力をアピールする役割が期待されている。
2011年11月7日に師匠である13代鳴戸親方（元横綱・隆の里）が急逝し、翌8日に行われた日本相撲協会の緊急理事会で部屋継承が承認されたため、若の里に西岩の名跡を返却すると共に急遽鳴戸の名跡を取得し、14代鳴戸を襲名して鳴戸部屋を継承した。同年11月場所後の理事会で稀勢の里の大関昇進が決定した際には、亡き師匠の遺影の前で部屋の師匠として使者を迎えた。
日本相撲協会は2014年からの公益財団法人への移行に伴い、年寄名跡を協会側で一括管理するために、2013年12月20日までに年寄に対して協会へ年寄名跡証書を提出することを求めていたものの、14代鳴戸は年寄・鳴戸の名跡証書の所有者である13代鳴戸夫人との話し合いが付かず、日本相撲協会が定めた期限までに年寄・鳴戸の名跡証書を提出できなかったため、14代鳴戸は2012年2月に急逝した14代田子ノ浦（元幕内・久島海）の夫人が所有する年寄・田子ノ浦の名跡を正式に取得し、同年12月25日に日本相撲協会へ年寄・田子ノ浦の名跡証書を提出すると共に、正式に16代田子ノ浦を襲名した。これに伴い、鳴戸部屋の名称も田子ノ浦部屋へと変更された。
2019年11月場所は膝の痛みのため休場し、審判は不知火(元小結若荒雄)が代わりに行った。

## エピソード
隆の鶴は闘牙（高砂部屋）と容貌が瓜二つで、両者による取組は話題を集めた。2001年3月場所に十両にて初対戦し、その時は闘牙が突き倒しで勝利している。2003年3月場所に行われた2回目の対戦は幕内での初顔合わせとなり、その時は隆の鶴が寄り切りで勝利している。翌5月場所にも対戦し、その時は闘牙が突き出しで勝利した。幕内では最後の対戦となった2004年11月場所では隆の鶴が寄り切りで勝利している。以降は十両で4回対戦していて、それらを含めての両者の対戦成績は隆の鶴の5勝3敗である。
闘牙は2006年3月場所に東十両10枚目の位置で2勝13敗と大敗して、翌5月場所に幕下へ陥落した。隆の鶴も西十両10枚目の位置で1勝14敗（1勝は初日に闘牙から挙げたもの）と大敗し、闘牙と同時に幕下へ陥落した。闘牙が同年5月場所直前に引退を表明すると、隆の鶴も同年5月場所では西幕下8枚目の位置で初日から6連敗し場所中に引退を表明するなど、両者は何かと縁があった。なお、2人の間ではお互いに「間違われても怒らない」という申し合わせをしていたという。
容貌は非常によく似ていたものの、組み止めてから前へ出る隆の鶴に対し、突っ張ってから叩き込む闘牙と、取り口は対照的であった。隆の鶴の断髪式には一門が違う闘牙が招かれて鋏を入れた。整髪時に揉み上げも「断髪」した。
2025年までに健康のために100kg近く減量した。

## 新型コロナウイルス対応ガイドライン違反
2020年7月場所9日目(7月27日)に、日本相撲協会執行部から呼び出しを受け、厳重注意をされていたことが報道された。
5日目(7月23日)に「田子ノ浦師匠と男飲み。二人で轟沈…　しかし覚えてる限りで師匠は芋ロックを全て一気で50杯は飲んでいた。お相撲さんはやっぱ凄いわ。」という文章とともに、マスクをあごまでずらし眠っている田子ノ浦の写真が、Twitterに投稿されたことが原因だという。外出先は接待を伴う「夜の店」ではなく、田子ノ浦本人は写真を撮られた時期について「場所中かどうか、よく分からない」と話しているという。同月26日に受けた抗原検査では陰性であったが、相撲協会の新型コロナウイルス対応ガイドラインで禁止されている「不要不急の外出」をしたと見られることでの注意であるという。
芝田山広報部長は「浅はかな行動をとってほしくない。協会一丸でやっている中で気をつけてもらわないと困る。世間はより厳しい目で見ていることを自覚してほしい」「弟子を抱える師匠が泥酔状態で写真を撮られネットに載せられてしまうのは不適切なこと」と話している。
7月29日、前日に引き続いて抗原検査で陰性であったため、30日以降に職務復帰となったが、芝田山広報部長は「部屋持ちの師匠だから問題視される。世間も厳しい目で見ている。ただ理事会の事案かは私の方では分からない」と場所後の処分の可能性を否定しなかった。
2020年7月場所13日目の7月31日から職務に復帰、場所終了後の8月6日の理事会で処分が話し合われた。
相撲協会コンプライアンス委員会（青沼隆之委員長＝元名古屋高検検事長）の答申内容によると、飲食した場所は田子ノ浦の後援者が経営する飲食店でほぼ貸し切り状態であったという。店員もマスクを着用しており、同席者とも距離を保って食事をしていたこと、飲食時間も1時間半程度であったことから感染防止に十分な注意は払っていたと判断している。また田子ノ浦が日頃服薬している薬や疲労の影響で数分間眠ってしまった事実はあったものの泥酔状態ではないとの報告であった。この様子を店の従業員に撮影させたうえ、ウケを狙って事実を誇張したSNS投稿を行った人物は謝罪しているという。一方で「師匠としての立場にありながら、相撲協会の方針に反して不要不急の外出に及んだことを不問に付すことはできない」ため、けん責の懲戒処分とされた。
同年7月場所前に下された中川部屋師匠による力士へのパワハラ問題に対する処分が温情的であったことを引き合いに、世論では「親方には甘い」と批判の声が上がった。一方、この泥酔騒動の影には部屋の女将が弟子と不倫(当該弟子は2017年入門、2019年9月に引退)していたことによる心労もあるとする報道も確認される。

## 主な成績
- 通算成績：393勝358敗70休 勝率.523
- 幕内成績：26勝45敗4休 勝率.366
- 現役在位：85場所
- 幕内在位：5場所
- 各段優勝
  - 序二段優勝：1回（1996年1月場所）

### 場所別成績
| | 一月場所 初場所（東京）    | 三月場所 春場所（大阪）  | 五月場所 夏場所（東京） | 七月場所 名古屋場所（愛知） | 九月場所 秋場所（東京）   | 十一月場所 九州場所（福岡） |
| --- | -------------------------- | ------------------------ | ----------------------- | --------------------------- | ------------------------- | --------------------------- |
| 1992年 （平成4年） | x                          | （前相撲）               | 東序ノ口28枚目 4–3      | 東序二段140枚目 4–3         | 西序二段107枚目 2–5       | 東序二段147枚目 3–4         |
| 1993年 （平成5年） | 東序ノ口4枚目 3–4          | 東序ノ口13枚目 5–2       | 西序二段123枚目 4–3     | 東序二段93枚目 3–4          | 西序二段116枚目 4–3       | 西序二段84枚目 4–3          |
| 1994年 （平成6年） | 西序二段64枚目 5–2         | 東序二段23枚目 4–3       | 西序二段筆頭 5–2        | 東三段目71枚目 3–4          | 西三段目92枚目 6–1        | 東三段目38枚目 3–4          |
| 1995年 （平成7年） | 東三段目56枚目 3–4         | 東三段目74枚目 3–4       | 西三段目87枚目 5–2      | 西三段目55枚目 5–2          | 西三段目28枚目 休場 0–0–7 | 東三段目86枚目 休場 0–0–7   |
| 1996年 （平成8年） | 西序二段46枚目 優勝 7–0    | 東三段目49枚目 4–3       | 東三段目34枚目 4–3      | 東三段目19枚目 休場 0–0–7   | 東三段目79枚目 休場 0–0–7 | 東序二段40枚目 休場 0–0–7   |
| 1997年 （平成9年） | 東序二段111枚目 休場 0–0–7 | 西序ノ口2枚目 休場 0–0–7 | （番付外）              | 東序ノ口56枚目 6–1          | 東序二段128枚目 7–0       | 西三段目94枚目 5–2          |
| 1998年 （平成10年） | 西三段目63枚目 4–3         | 東三段目45枚目 5–2       | 東三段目20枚目 4–3      | 東三段目8枚目 5–2           | 西幕下47枚目 2–5          | 東三段目9枚目 5–2           |
| 1999年 （平成11年） | 東幕下47枚目 4–3           | 西幕下37枚目 3–4         | 東幕下50枚目 4–3        | 東幕下41枚目 4–3            | 東幕下31枚目 2–3–2        | 西幕下46枚目 5–2            |
| 2000年 （平成12年） | 東幕下33枚目 5–2           | 東幕下18枚目 4–3         | 西幕下12枚目 4–3        | 東幕下9枚目 2–5             | 西幕下19枚目 6–1          | 西幕下4枚目 4–3             |
| 2001年 （平成13年） | 東幕下3枚目 4–3            | 西十両13枚目 9–6         | 東十両8枚目 7–8         | 西十両10枚目 7–8            | 東十両12枚目 10–5         | 西十両7枚目 6–9             |
| 2002年 （平成14年） | 西十両9枚目 休場 0–0–15    | 西十両9枚目 7–8          | 西十両10枚目 9–6        | 東十両5枚目 9–6             | 東十両3枚目 8–7           | 東十両2枚目 10–5            |
| 2003年 （平成15年） | 西前頭12枚目 9–6           | 西前頭8枚目 4–11         | 東前頭14枚目 0–11–4     | 西十両10枚目 5–10           | 東幕下筆頭 6–1            | 西十両9枚目 8–7             |
| 2004年 （平成16年） | 東十両5枚目 6–9            | 東十両9枚目 9–6          | 東十両6枚目 8–7         | 西十両2枚目 9–6             | 西前頭16枚目 9–6          | 西前頭12枚目 4–11           |
| 2005年 （平成17年） | 東十両3枚目 6–9            | 東十両6枚目 8–7          | 東十両3枚目 4–11        | 東十両11枚目 7–8            | 東十両12枚目 7–8          | 西十両12枚目 8–7            |
| 2006年 （平成18年） | 東十両7枚目 6–9            | 西十両10枚目 1–14        | 西幕下8枚目 引退 0–6–0  | x                           | x                         | x                           |
| 各欄の数字は、「勝ち-負け-休場」を示す。 優勝 引退 休場 十両 幕下 三賞：敢=敢闘賞、殊=殊勲賞、技=技能賞 その他：★=金星 番付階級：幕内 - 十両 - 幕下 - 三段目 - 序二段 - 序ノ口 幕内序列：横綱 - 大関 - 関脇 - 小結 - 前頭（「#数字」は各位内の序列） |                            |                          |                         |                             |                           |                             |

### 幕内対戦成績
| 力士名 | 勝数 | 負数 | 力士名   | 勝数 | 負数 | 力士名 | 勝数 | 負数 | 力士名   | 勝数 | 負数 |
| ------ | ---- | ---- | -------- | ---- | ---- | ------ | ---- | ---- | -------- | ---- | ---- |
| 蒼樹山 | 0    | 1    | 安芸乃島 | 1    | 1    | 朝赤龍 | 0    | 3    | 朝乃若   | 0    | 1    |
| 安馬   | 0    | 1    | 安美錦   | 2    | 0    | 岩木山 | 0    | 3    | 皇司     | 2    | 1    |
| 海鵬   | 1    | 1    | 春日王   | 0    | 3(1) | 春日錦 | 0    | 1    | 北桜     | 1    | 0    |
| 旭鷲山 | 1    | 2    | 金開山   | 0    | 1    | 光法   | 1    | 0    | 琴欧洲   | 0    | 2    |
| 琴ノ若 | 0    | 1    | 琴龍     | 2    | 1    | 霜鳥   | 2    | 1    | 十文字   | 0    | 3    |
| 豪風   | 1    | 0    | 玉春日   | 2    | 1    | 玉乃島 | 0    | 1    | 玉力道   | 1    | 1    |
| 出島   | 1    | 0    | 闘牙     | 2    | 1    | 時津海 | 0    | 2    | 時天空   | 0    | 1    |
| 栃栄   | 0    | 1    | 栃乃洋   | 0    | 1    | 栃乃花 | 0    | 1    | 豊桜     | 1    | 0    |
| 豊ノ島 | 1    | 0    | 追風海   | 1    | 0    | 普天王 | 0    | 1    | 武雄山   | 1    | 2    |
| 北勝力 | 1    | 0    | 燁司     | 0    | 1    | 露鵬   | 0    | 1    | 和歌乃山 | 1    | 1    |

## 各段優勝
- 序二段優勝：1回（1996年1月場所）

## 改名歴
- 積山 伸一（せきやま しんいち）1992年3月場所-2001年1月場所
- 隆の鶴 伸一（たかのつる -）2001年3月場所-2006年5月場所

## 年寄変遷
- 隆の鶴 伸一（たかのつる しんいち）2006年5月-2007年5月［準年寄］
- 西岩 伸一（にしいわ -）2007年5月-2011年11月
- 鳴戸 伸一（なると -）2011年11月-2013年12月
- 田子ノ浦 伸一（たごのうら -） 2013年12月-